# 21650 Tilgner
21650 Tilgner è un asteroide della fascia principale. Scoperto nel 1999, presenta un'orbita caratterizzata da un semiasse maggiore pari a 2,3005822 au e da un'eccentricità di 0,1234994, inclinata di 6,08119° rispetto all'eclittica.
L'asteroide è dedicato a Bruno Tilgner, amico dello scopritore.